# Julius Stockhausen (Industrieller)
Julius Stockhausen (* 20. April 1851 in Lindlar; † 12. Juni 1920 in Halle an der Saale, beigesetzt am 17. Juni 1920 in Krefeld) war ein deutscher Textilkaufmann, später ein Industrieller und Chemiker.

## Leben
1879 wurde Julius Stockhausen Prokurist in der Crefelder Seifenfabrik Müller & Traiser. Schon ein Jahr später, nämlich am 1. November 1880, gründete er mit Philipp Traiser, einem gelernten Seifensieder aus Württemberg, der seit mindestens 1878 Betriebsleiter der Crefelder Seifenfabrik war, die Crefelder Seifenfabrik Stockhausen & Traiser KG. Gleichzeitig wurde der Betrieb von Müller & Traiser übernommen und diese Firma dann liquidiert. Der Firmensitz war die Fischelner Landstraße 105/107 (jetzt Kölner Straße) in Krefeld. Die Firma blieb im Familienbesitz, wurde im Zweiten Weltkrieg zerstört, wiederaufgebaut und bestand bis 1960. Das Firmengelände wurde an die Stadt Krefeld verkauft und gehört heute zum Gelände der Städtischen Krankenanstalten.
Von 1880 bis 1882 waren Julius Stockhausen und Philipp Traiser gemeinsam geschäftsführende Gesellschafter (Komplementäre). Traiser starb 1882, bis 1920 war jetzt Julius Stockhausen als alleiniger Komplementär sowohl kaufmännischer als auch technischer Leiter der Firma.
1907 nahm ein Zweigwerk von Stockhausen & Traiser am Bäkerpfad 25 als Werk II den Betrieb auf.
1912 schenkte Julius Stockhausen das Werk II seinen vier Söhnen, die es am 1. Dezember 1912 als "Chemische Fabrik Stockhausen & Cie." verselbständigten und später zusätzlich im Bereich Zellwolle tätig wurden.

## Belege
1. ↑  K. Götze und F. Hilgers: Über die Bedeutung der Avivage für das spinntechnische Verhalten der Zellwolle. In: Chemisches Zentralblatt 1943, I. Halbjahr Nr. 12, S. 1345

| Personendaten    | Personendaten                        |
| ---------------- | ------------------------------------ |
| NAME             | Stockhausen, Julius                  |
| KURZBESCHREIBUNG | deutscher Industrieller und Chemiker |
| GEBURTSDATUM     | 20. April 1851                       |
| GEBURTSORT       | Lindlar bei Köln                     |
| STERBEDATUM      | 12. Juni 1920                        |
| STERBEORT        | Halle an der Saale                   |